# Nikos Sampson
Nikos Sampson, eigentlich Nikolaos Georgiades, griechisch Νικόλαος Γεωργιάδης (* 16. Dezember 1935 in Famagusta; † 9. Mai 2001 in Nikosia) war ein zypriotischer Politiker, der extreme griechisch-nationalistische Positionen vertrat. Während des Putschversuchs, der den Zypernkonflikt auslöste, beanspruchte er 1974 für einige Tage das Amt des Präsidenten der Republik Zypern.

## Leben
Nikos Sampson wurde als Sohn von Sampson Georgiadis und Theano Liasidou geboren. Er nahm den Vornamen seines Vaters als Nachnamen an, dies war auf Zypern bis ins 20. Jahrhundert nicht unüblich. Als Fußballspieler spielte er als Amateur für die zweite Mannschaft von Anorthosis Famagusta, beruflich arbeitete er als Journalist für die englischsprachige Cyprus Times. Als so genannter Bildreporter schloss er sich 1955 der griechisch-zypriotischen Widerstandsorganisation EOKA an. Wegen mörderischer Umtriebe wurde er 1956 verhaftet und wegen unerlaubten Waffenbesitzes zum Tode verurteilt. Später wurde er zu lebenslanger Haft begnadigt und 1960 im Rahmen einer allgemeinen Amnestie freigelassen.
Politisch aktiv wurde Sampson 1969 mit der Gründung einer eigenen Partei, der Fortschrittspartei. Mangels einer prozentualen Hürde konnte er leicht als Abgeordneter in das zyprische Repräsentantenhaus einziehen. Sein politisches Konzept stützte sich einzig darauf, die türkische Minderheit und die politische Linke für Missstände im Land verantwortlich zu machen. Er präsentierte sich als politischer Hardliner mit dem radikalen Slogan „Tod den Türken“. Nach Aussagen der Zeitung Die Zeit brüstete sich Sampson sogar, 200 türkische Frauen und Kinder ermordet zu haben. Er wurde als „Türkenfresser“ bezeichnet.
Als die Obristen der griechischen Militärdiktatur ihre expansionistischen Zypernpläne umsetzen wollten, sahen sie in Sampson einen geeigneten Repräsentanten. Nachdem am 15. Juli 1974 Offiziere der Zyprischen Nationalgarde geputscht hatten, wurde er von der Junta zum Präsidenten der Republik Zypern erhoben. Als sein Unterstützer im Junta-Regime Dimitrios Ioannides zurücktrat, verlor er den Rückhalt und musste sein Amt bereits am 23. Juli 1974 wieder niederlegen.
Nach den Ereignissen auf Zypern und dem Fall der Junta wurde Sampson am 16. März 1976 schließlich inhaftiert und am 31. August 1976 wegen „Schädigung der nationalen Interessen Zyperns“ zu einer zwanzigjährigen Haftstrafe verurteilt. Nach drei Jahren konnte er am 21. April 1979 das Gefängnis aufgrund seiner Krebserkrankung im Rahmen einer Haftverschonung verlassen, musste jedoch ins Exil. Es folgten längere Krankenhausaufenthalte im Ausland. Im Jahr 1990 durfte er nach Zypern zurück und starb im Frühsommer 2001.